# Källarmörkerspindel
Källarmörkerspindel (Amaurobius ferox) är en spindelart som först beskrevs av Charles Athanase Walckenaer 1830.  Källarmörkerspindel ingår i släktet Amaurobius och familjen mörkerspindlar. Enligt den svenska rödlistan är arten nära hotad i Sverige. Arten förekommer i Götaland, Gotland och Öland. Artens livsmiljö är stadsmiljö, jordbrukslandskap. Inga underarter finns listade i Catalogue of Life.